# Atletism la Jocurile Olimpice de vară din 2024 - 400 m garduri (masculin)
Proba de atletism 400 m garduri masculin de la Jocurile Olimpice de vară din 2024 a avut loc în perioada 5 - 9 august 2024 pe Stade de France.

## Recorduri
Înaintea acestei competiții, recordurile mondiale și olimpice erau următoarele:
| Record  | Atlet                 | Timp  | Loc            | Data          |
| ------- | --------------------- | ----- | -------------- | ------------- |
| Mondial | Karsten Warholm (NOR) | 45,94 | Tokyo, Japonia | 3 august 2021 |
| Olimpic | Karsten Warholm (NOR) | 45,94 | Tokyo, Japonia | 3 august 2021 |

## Program
Orele sunt ora Franței (UTC+1) 
| Data                    | Oră   | Etapă        |
| ----------------------- | ----- | ------------ |
| Luni, 5 august 2024     | 10:05 | Primul tur   |
| Marți, 6 august 2024    | 12:00 | Recalificări |
| Miercuri, 7 august 2024 | 19:35 | Semifinale   |
| Vineri, 9 august 2024   | 19:00 | Finala       |

## Rezultate

### Primul tur
S-au calificat în semifinale primii trei atleți din fiecare serie (C) și următorii trei atleți cu cel mai bun timp (c). Toți ceilalți au avansat în runda de recalificări.

#### Seria 1
| Loc | Culoar | Atlet           | Țară                       | Timp  | Note |
| --- | ------ | --------------- | -------------------------- | ----- | ---- |
| 1   | 7      | Rai Benjamin    | Statele Unite ale Americii | 48,82 | C    |
| 2   | 6      | Jaheel Hyde     | Jamaica                    | 49,08 | C    |
| 3   | 2      | Kyron McMaster  | Insulele Virgine Britanice | 49,24 | C    |
| 4   | 4      | Carl Bengtström | Suedia                     | 49,34 |      |
| 5   | 5      | Bassem Hemeida  | Qatar                      | 49,82 | SB   |
| 6   | 8      | Daiki Ogawa     | Japonia                    | 50,21 |      |
| 7   | 3      | Matic Ian Guček | Slovenia                   | 50,30 |      |

#### Seria 2
| Loc | Culoar | Atlet             | Țară                       | Timp  | Note  |
| --- | ------ | ----------------- | -------------------------- | ----- | ----- |
| 1   | 5      | Karsten Warholm   | Norvegia                   | 47,57 | C     |
| 2   | 9      | Clément Ducos     | Franța                     | 47,69 | C, PB |
| 3   | 7      | Abderrahman Samba | Qatar                      | 48,35 | C     |
| 4   | 8      | Yeral Nuñez       | Republica Dominicană       | 48,67 |       |
| 5   | 4      | Trevor Bassitt    | Statele Unite ale Americii | 49,38 |       |
| 6   | 2      | Vít Müller        | Cehia                      | 49,44 |       |
| 7   | 6      | Oskar Edlund      | Suedia                     | 49,74 |       |
| 8   | 3      | Xie Zhiyu         | China                      | 49,90 |       |

#### Seria 3
| Loc | Culoar | Atlet             | Țară                       | Timp  | Note |
| --- | ------ | ----------------- | -------------------------- | ----- | ---- |
| 1   | 5      | Rasmus Mägi       | Estonia                    | 48,62 | C    |
| 2   | 6      | CJ Allen          | Statele Unite ale Americii | 48,64 | C    |
| 3   | 2      | Alison dos Santos | Brazilia                   | 48,75 | C    |
| 4   | 9      | Emil Agyekum      | Germania                   | 49,38 |      |
| 5   | 3      | Victor Ntweng     | Botswana                   | 49,59 |      |
| 6   | 8      | Julien Bonvin     | Elveția                    | 49,82 |      |
| 7   | 7      | Kaito Tsutsue     | Japonia                    | 50,50 |      |
| 8   | 4      | Yasmani Copello   | Turcia                     | 50,72 |      |

#### Seria 4
| Loc | Culoar | Atlet                | Țară       | Timp  | Note  |
| --- | ------ | -------------------- | ---------- | ----- | ----- |
| 1   | 8      | Roshawn Clarke       | Jamaica    | 48,17 | C     |
| 2   | 3      | Ezekiel Nathaniel    | Nigeria    | 48,38 | C     |
| 3   | 7      | Wilfried Happio      | Franța     | 48,42 | C     |
| 4   | 4      | Alessandro Sibilio   | Italia     | 48,43 | c     |
| 5   | 5      | Wiseman Were Mukhobe | Kenya      | 48,58 | c     |
| 6   | 9      | Nick Smidt           | Olanda     | 48,64 | c, SB |
| 7   | 6      | Gerald Drummond      | Costa Rica | 48,80 |       |
| 8   | 2      | Constantin Preis     | Germania   | 49,99 |       |

#### Seria 5
| Loc | Culoar | Atlet                | Țară            | Timp  | Note  |
| --- | ------ | -------------------- | --------------- | ----- | ----- |
| 1   | 2      | Malik James-King     | Jamaica         | 48,21 | C     |
| 2   | 6      | Matheus Lima         | Brazilia        | 48,90 | C, SB |
| 3   | 9      | Alastair Chalmers    | Marea Britanie  | 48,98 | C     |
| 4   | 7      | Joshua Abuaku        | Germania        | 49,00 |       |
| 5   | 3      | Berke Akçam          | Turcia          | 49,48 |       |
| 6   | 4      | Ken Toyoda           | Japonia         | 53,62 |       |
|     | 8      | Ismail Doudai Abakar | Qatar           | NT    |       |
|     | 5      | Peng Ming-yang       | Taipeiul Chinez | NT    |       |

### Recalificări
S-au calificat în semifinale primii doi atleți din fiecare serie (C).

#### Seria 1
| Loc | Culoar | Atlet           | Țară                       | Timp  | Note |
| --- | ------ | --------------- | -------------------------- | ----- | ---- |
| 1   | 6      | Trevor Bassitt  | Statele Unite ale Americii | 48,64 | C    |
| 2   | 4      | Emil Agyekum    | Germania                   | 48,67 | C    |
| 3   | 7      | Vít Müller      | Cehia                      | 48,96 |      |
| 4   | 8      | Oskar Edlund    | Suedia                     | 48,99 |      |
| 5   | 3      | Daiki Ogawa     | Japonia                    | 49,25 |      |
| 6   | 2      | Bassem Hemeida  | Qatar                      | 49,64 | SB   |
|     | 5      | Yasmani Copello | Turcia                     | NS    |      |

#### Seria 2
| Loc | Culoar | Atlet            | Țară       | Timp  | Note |
| --- | ------ | ---------------- | ---------- | ----- | ---- |
| 1   | 8      | Carl Bengtström  | Suedia     | 48,63 | C    |
| 2   | 4      | Gerald Drummond  | Costa Rica | 48,78 | C    |
| 3   | 5      | Victor Ntweng    | Botswana   | 48,88 |      |
| 4   | 7      | Matic Ian Guček  | Slovenia   | 49,06 |      |
| 5   | 3      | Constantin Preis | Germania   | 51,02 |      |
|     | 3      | Kaito Tsutsue    | Japonia    | NS    |      |

#### Seria 3
| Loc | Culoar | Atlet         | Țară                 | Timp  | Note  |
| --- | ------ | ------------- | -------------------- | ----- | ----- |
| 1   | 5      | Berke Akçam   | Turcia               | 48,72 | C     |
| 2   | 6      | Joshua Abuaku | Germania             | 48,87 | C, SB |
| 3   | 3      | Julien Bonvin | Elveția              | 49,08 |       |
| 4   | 8      | Xie Zhiyu     | China                | 49,59 |       |
| 5   | 7      | Yeral Nuñez   | Republica Dominicană | 53,68 |       |
|     | 4      | Ken Toyoda    | Japonia              | NS    |       |

### Semifinale
S-au calificat în finală primii doi atleți din fiecare semifinală (C) și următorii atleți cu cei mai buni 2 timpi (c).

#### Semifinala 1
| Loc | Culoar | Atlet             | Țară                       | Timp  | Note |
| --- | ------ | ----------------- | -------------------------- | ----- | ---- |
| 1   | 7      | Karsten Warholm   | Norvegia                   | 47,67 | C    |
| 2   | 6      | Clément Ducos     | Franța                     | 47,85 | C    |
| 3   | 9      | Alison dos Santos | Brazilia                   | 47,95 | c    |
| 4   | 2      | Trevor Bassitt    | Statele Unite ale Americii | 48,29 |      |
| 5   | 5      | Ezekiel Nathaniel | Nigeria                    | 48,65 |      |
| 6   | 4      | Nick Smidt        | Olanda                     | 49,61 |      |
| 7   | 8      | Jaheel Hyde       | Jamaica                    | 50,03 |      |
| 8   | 3      | Joshua Abuaku     | Germania                   | 50,19 |      |

#### Semifinala 2
| Loc | Culoar | Atlet              | Țară                       | Timp  | Note |
| --- | ------ | ------------------ | -------------------------- | ----- | ---- |
| 1   | 4      | Kyron McMaster     | Insulele Virgine Britanice | 48,15 | C    |
| 2   | 7      | Rasmus Mägi        | Estonia                    | 48,16 | C    |
| 3   | 5      | Abderrahman Samba  | Qatar                      | 48,20 | c    |
| 4   | 8      | CJ Allen           | Statele Unite ale Americii | 48,44 |      |
| 5   | 3      | Emil Agyekum       | Germania                   | 48,78 |      |
| 6   | 9      | Alessandro Sibilio | Italia                     | 48,79 |      |
| 7   | 6      | Malik James-King   | Jamaica                    | 48,85 |      |
| 8   | 2      | Berke Akçam        | Turcia                     | 49,12 |      |

#### Semifinala 3
| Loc | Culoar | Atlet             | Țară                       | Timp  | Note |
| --- | ------ | ----------------- | -------------------------- | ----- | ---- |
| 1   | 5      | Rai Benjamin      | Statele Unite ale Americii | 47,85 | C    |
| 2   | 8      | Roshawn Clarke    | Jamaica                    | 48,34 | C    |
| 3   | 7      | Wilfried Happio   | Franța                     | 48,66 |      |
| 4   | 6      | Matheus Lima      | Brazilia                   | 49,08 |      |
| 5   | 4      | Wiseman Mukhobe   | Kenya                      | 49,22 |      |
| 6   | 3      | Carl Bengtström   | Suedia                     | 49,56 |      |
| 7   | 2      | Gerald Drummond   | Costa Rica                 | 49,68 |      |
| 8   | 9      | Alastair Chalmers | Marea Britanie             | 56,52 |      |

### Finala
| Loc | Culoar | Atlet             | Țară                       | Timp  | Note |
| --- | ------ | ----------------- | -------------------------- | ----- | ---- |
| 1   | 8      | Rai Benjamin      | Statele Unite ale Americii | 46,46 | =SB  |
| 2   | 7      | Karsten Warholm   | Norvegia                   | 47,06 |      |
| 3   | 3      | Alison dos Santos | Brazilia                   | 47,26 |      |
| 4   | 5      | Clement Ducos     | Franța                     | 47,76 |      |
| 5   | 6      | Kyron McMaster    | Insulele Virgine Britanice | 47,79 | SB   |
| 6   | 2      | Abderrahman Samba | Qatar                      | 47,98 |      |
| 7   | 4      | Rasmus Magi       | Estonia                    | 52,53 |      |
|     | 9      | Roshawn Clarke    | Jamaica                    | NS    |      |